# Нобл (округ, Огайо)
Округ Нобл (англ. Noble County) располагается в штате Огайо, США. Официально образован в 1851 году. По состоянию на 2010 год, численность населения составляла 14 645 человек.

## География
По данным Бюро переписи США, общая площадь округа равняется 1 047,837 км2, из которых 1 030,847 км2 суша и 16,990 км2 или 1,620 % это водоёмы.

## Население
По данным переписи населения 2000 года в округе проживает 14 058 жителей в составе 4 546 домашних хозяйств и 3 318 семей. Плотность населения составляет 14,00 человек на км2. На территории округа насчитывается 5 480 жилых строений, при плотности застройки около 5,00-ти строений на км2. Расовый состав населения: белые — 92,55 %, афроамериканцы — 6,69 %, коренные американцы (индейцы) — 0,26 %, азиаты — 0,09 %, гавайцы — 0,00 %, представители других рас — 0,03 %, представители двух или более рас — 0,38 %. Испаноязычные составляли 0,43 % населения независимо от расы.
В составе 33,50 % из общего числа домашних хозяйств проживают дети в возрасте до 18 лет, 61,50 % домашних хозяйств представляют собой супружеские пары проживающие вместе, 7,70 % домашних хозяйств представляют собой одиноких женщин без супруга, 27,00 % домашних хозяйств не имеют отношения к семьям, 24,30 % домашних хозяйств состоят из одного человека, 12,60 % домашних хозяйств состоят из престарелых (65 лет и старше), проживающих в одиночестве. Средний размер домашнего хозяйства составляет 2,61 человека, и средний размер семьи 3,10 человека.
Возрастной состав округа: 22,60 % моложе 18 лет, 11,70 % от 18 до 24, 31,80 % от 25 до 44, 20,80 % от 45 до 64 и 20,80 % от 65 и старше. Средний возраст жителя округа 36 лет. На каждые 100 женщин приходится 130,80 мужчин. На каждые 100 женщин старше 18 лет приходится 140,50 мужчин.
Средний доход на домохозяйство в округе составлял 32 940 USD, на семью — 38 939 USD. Среднестатистический заработок мужчины был 30 911 USD против 20 222 USD для женщины. Доход на душу населения составлял 14 100 USD. Около 8,30 % семей и 11,40 % общего населения находились ниже черты бедности, в том числе — 13,90 % молодежи (тех, кому ещё не исполнилось 18 лет) и 11,90 % тех, кому было уже больше 65 лет.